# Meeting Memorial Alessio Giovannini
Il Memorial Alessio Giovannini è un meeting internazionale di atletica leggera indoor che si tiene annualmente al PalaCasali di Ancona, in Italia. È stato organizzato per la prima volta il 16 gennaio 2022, categorizzato come gara nazionale. Dalla seconda edizione viene promosso a meeting internazionale e nel 2025 entra a far parte del circuito World Athletics Indoor Tour nella Challengers. Il meeting viene organizzato dalla famiglia in ricordo del giornalista di atletica Alessio Giovannini, scomparso prematuramente nel 2019.

## Edizioni
Di seguito la tabella delle ultime edizioni del meeting.
| Anno | Edizione | Stadio     | Circuito                    | Dettagli                                |
| ---- | -------- | ---------- | --------------------------- | --------------------------------------- |
| 2022 | I        | PalaCasali | -                           | I Meeting Memorial Alessio Giovannini   |
| 2023 | II       | PalaCasali | -                           | II Meeting Memorial Alessio Giovannini  |
| 2024 | III      | PalaCasali | -                           | III Meeting Memorial Alessio Giovannini |
| 2025 | IV       | PalaCasali | World Athletics Indoor Tour | IV Meeting Memorial Alessio Giovannini  |

## Record del meeting
Aggiornato al 2024

### Uomini
| Specialità       | Record  | Atleta                          | Nazionalità | Data            | Note |
| ---------------- | ------- | ------------------------------- | ----------- | --------------- | ---- |
| 60 m             | 6"52    | Jenns Reynold Fernandez Alfonso | Cuba        | 20 gennaio 2024 |      |
| 400 m            | 47"00   | Simone Barontini                | Italia      | 21 gennaio 2023 |      |
| 800 m            | 1'47"58 | Federico Riva                   | Italia      | 21 gennaio 2023 |      |
| 5000 m           | 8'02"55 | Giuseppe Gravante               | Italia      | 20 gennaio 2024 |      |
| 60 m hs          | 7"79    | Leonardo Tano                   | Ungheria    | 21 gennaio 2023 |      |
| Salto triplo     | 16.38 m | Simone Biasutti                 | Italia      | 21 gennaio 2023 |      |
| Salto in alto    | 2.20 m  | Stefano Sottile                 | Italia      | 21 gennaio 2023 |      |
| Salto con l'asta | 5.20 m  | Alessandro Sinno                | Italia      | 21 gennaio 2023 |      |

### Donne
| Specialità       | Record  | Atleta           | Nazionalità | Data            | Note |
| ---------------- | ------- | ---------------- | ----------- | --------------- | ---- |
| 60 m             | 7"30    | Irene Siragusa   | Italia      | 21 gennaio 2023 |      |
| 400 m            | 52"92   | Eloisa Coiro     | Italia      | 20 gennaio 2024 |      |
| 800 m            | 2'03"38 | Eloisa Coiro     | Italia      | 21 gennaio 2023 |      |
| 1500 m           | 4'14"43 | Micol Majori     | Italia      | 20 gennaio 2024 |      |
| 60 m hs          | 8"08    | Nicla Mosetti    | Italia      | 20 gennaio 2024 |      |
| Salto triplo     | 14.25 m | Dariya Derkach   | Italia      | 21 gennaio 2023 |      |
| Salto in lungo   | 6.34 m  | Ramona Verman    | Romania     | 20 gennaio 2024 |      |
| Salto con l'asta | 3.80 m  | Federica Triunfo | Italia      | 21 gennaio 2023 |      |